# 勒澤雷尼鄉
46°52′N 22°04′E / 46.867°N 22.067°E
勒澤雷尼鄉（羅馬尼亞語：Comuna Lăzăreni, Bihor），是羅馬尼亞的鄉份，位於該國西北部，由比霍爾縣負責管轄，面積80平方公里，海拔高度257米，2007年人口2,955，人口密度每平方公里37人。